# La Marquise d'O... (film)
Pour les articles homonymes, voir La Marquise d'O....
Pour plus de détails, voir Fiche technique et Distribution.
La Marquise d'O... (titre original Die Marquise von O...) est un film franco-allemand réalisé par Éric Rohmer, tourné en allemand et sorti en 1976.
Le film est l'adaptation de la nouvelle éponyme d'Heinrich von Kleist, éditée en 1805.

## Synopsis
La marquise d'O, jeune veuve, mère de deux enfants, vit chez ses parents dans une ville du nord de l'Italie depuis son veuvage. Une des guerres impliquant plusieurs puissances européennes conduit à la mise à sac par les troupes russes de la ville après sa reddition. Menacée par des soudards, la marquise est sauvée par un officier russe, comte de son état. Quelque temps plus tard, elle se découvre enceinte, alors qu'elle n'a connu aucune relation depuis la mort de son mari. Sa famille la rejette pour éviter le scandale, alors que le comte lui fait une cour pressante.

## Fiche technique
- Titre original : La Marquise d'O...
- Titre allemand : Die Marquise von O...
- Réalisation : Éric Rohmer
- Scénario : Éric Rohmer, d'après la nouvelle homonyme d'Heinrich von Kleist (1805)
- Décors : Helo Gutschwager, Rolf Keden
- Costumes : Moidele Bickel
- Photographie : Néstor Almendros
- Son : Jean-Pierre Ruh, Louis Gimel
- Montage : Cécile Decugis
- Musique : Roger Delmotte
- Production : Barbet Schroeder[1],[2], Klaus Hellwig[1], Daniel Toscan du Plantier[2], Margaret Ménégoz[2]
- Sociétés de production : 
  - France : Les Films du losange
  - Allemagne de l'Ouest : Janus Film und Fernseh-Produktion, Artemis Film
- Société de distribution : Gaumont
- Pays de production :  France,  Allemagne de l'Ouest
- Langue originale : allemand
- Format : couleur (Eastmancolor) — 35 mm — 1,37:1 — son Mono
- Genre : drame
- Durée : 100 minutes
- Dates de sortie : 
  - France : 19 mai 1976
  - Allemagne de l'Ouest : 28 mai 1976

## Distribution
- Edith Clever (VF : Marie-Christine Barrault) : la marquise Juliette d’O…
- Bruno Ganz (VF : Féodor Atkine) : le comte
- Peter Lühr (VF : Hubert Gignoux) : le colonel, père de la marquise
- Edda Seippel (VF : Suzanne Flon) : la colonelle, mère de la marquise
- Bernhard Frey : Leopardo
- Otto Sander : le frère de la marquise
- Eduard Linkers : le médecin
- Ruth Drexel : la nourrice
- Éric Rohmer : un officier russe
- Hesso Huber : le portefaix
- Erich Schachinger : le général russe
- Richard Rogner : un officier russe
- Franz Pikola : un citoyen
- Theo de Maal : un citoyen
- Thomas Straus : le messager
- Volker Frächtel : le prêtre
- Marion Müller : une domestique
- Heidi Möller : une domestique
- Petra Meier : une des filles de la marquise
- Manuela Mayer : une des filles de la marquise

## Propos du réalisateur
« J'ai fait le pari de prendre une histoire et de la suivre, de mettre en scène (et non pas adapter, interpréter) un texte privilégié, non pittoresque, court, parce que la matière cinématographique est ainsi. J'ai, par exemple, transformé l'évanouissement de la marquise d'O en sommeil, pour rendre l'histoire moins incroyable. Après la scène de l'auberge, entre le comte et le frère, Kleist effectue un retour en arrière. Il emploie le plus-que-parfait, qui dans un récit n'est pas un procédé rhétorique. Il y aurait eu quelque chose de recherché à garder ce plus-que-parfait au cinéma. Il aurait été artificiel de retourner en arrière. Or Kleist n'est pas précieux. Pas de trou : on ne laisse pas une scène, on est emporté par la continuité du temps. »

— Éric Rohmer, Le Monde, 19 mai 1976

## Appréciation critique
« Suivre mot à mot le texte de Kleist, tracer un tableau de mœurs qui fut scrupuleusement conforme à la réalité historique, épouser sans aucune “distanciation” (sinon celle voulue par l'auteur) la sensibilité de l'époque, rajeunir l'œuvre non pas en la rendant contemporaine, mais en faisant de nous ses contemporains : telle fut la règle d'or du cinéaste. En somme, avec La Marquise d'O..., Rohmer a réalisé le premier film du XIXe siècle, un film plein d'éclat et de fraîcheur, résolument « moderne », et dont, au générique, il a tenu à partager la paternité avec son jeune scénariste. »

— Jean de Baroncelli, Le Monde, 19 mai 1976

« En respectant les règles de la “comédie larmoyante”, Rohmer a mis en scène, avec beaucoup d'intelligence, une suite de tableaux de mœurs se référant picturalement à Greuze, Füssli, Caspar David Friedrich. Tout est admirablement composé, jusque dans les situations excessives et les états d'âme du romantisme allemand. Les acteurs prennent la pose en fonction de leurs rôles, et l'on retrouve, ainsi, l'esprit d'une époque, avec pas mal de surprises, d'ailleurs. »

— Jacques Siclier, Télérama, 19 juillet 2012

## Autour du film
Les images de Néstor Almendros s'inspirent de tableaux de l'époque, de Dominique Ingres et de Johann Heinrich Füssli surtout.
Rohmer a écrit et dirigé lui-même le doublage en français du film, pour gommer les excès romantiques des voix d'origine et approfondir la dramaturgie.